# Platybelus flavus
Platybelus flavus är en insektsart som beskrevs av Victor Antoine Signoret. Platybelus flavus ingår i släktet Platybelus och familjen hornstritar. Inga underarter finns listade i Catalogue of Life.